# Rhabinogana albalis
Rhabinogana albalis là một loài bướm đêm trong họ Noctuidae.